# Erlauf (flod)
Erlauf er en biflod til Donau i Østrig i delstaten Niederösterreich. Den er 67 km lang.
Floden består af to kildefloder, der flyder sammen i Wieselburg. Den ene kildeflod kaldes Große Erlauf (der regnes for Erlaufs hovedflod), der udspringer ved foden af Gemeindealpe i Zellerhut ved grænsen til Steiermark. Den flyder ind i Erlaufsee og derfra videre gennem Naturpark Ötscher-Tormäuer, Kienberg-Gaming, Scheibbs, Purgstall an der Erlauf indtil Wieselburg, hvor den flyder sammen med Kleine Erlauf. Denne har sin kilde ved Gresten i det sydvestlige Niederösterreich. Fra Wieselburg flyder Erlauf videre mod nord på det sidste stykke til Donau, hvor den udmunder ved Pöchlarn.
Ved Purgstall an der Erlauf har floden siden istiden gravet sig gennem det stenede landskab og har dannet Erlaufschlucht, der på grund af sin enestående natur har været fredet siden 1972.
48°12′48″N 15°11′39″Ø / 48.2134°N 15.1943°Ø